# Chu Dực Nhiên
Chu Dực Nhiên (tiếng Trung: 周翊然; bính âm: Zhōuyìrán, sinh ngày 22 tháng 11 năm 2000) là một nam diễn viên và ca sĩ người Trung Quốc. Anh từng là thành viên của nhóm nhạc Yi'An Music Club, trực thuộc công ty Nguyên Tế Họa.

## Danh sách phim

### Phim điện ảnh
| Năm  | Tiêu đề     | Vai diễn | Chú thích |
| ---- | ----------- | -------- | --------- |
| 2018 | Go Brother! | Vạn Tuế  | [ 3 ]     |

### Phim truyền hình
| Năm  | Tiêu đề                        | Vai diễn          | Ghi chú   | Chú thích |
| ---- | ------------------------------ | ----------------- | --------- | --------- |
| 2020 | Phụng Quy Tứ Thời Ca           | Chung Li          | Vai phụ   | [ 4 ]     |
| 2020 | Bộ Tứ Quyền Anh                | Tiêu Thiên Dã     | Vai chính | [ 5 ]     |
| 2021 | Khi Em Mỉm Cười Rất Đẹp        | Ngải Giai         | Vai phụ   | [ 6 ]     |
| 2021 | Xin Cậu Đấy Lớp Trưởng         | Diệp Cảnh Hi      | Vai phụ   |           |
| 2021 | Những Đứa Con Nhà Họ Kiều      | Kiều Thất Thất    | Vai phụ   | [ 7 ]     |
| 2021 | Gia Đình Tiểu Mẫn              | Kim Gia Tuấn      | Vai phụ   | [ 8 ]     |
| 2021 | Hai Mươi Bất Hoặc 2            | Ân Thưởng         | Vai phụ   |           |
| 2021 | Em Là Tâm Sự Ngọt Ngào Của Anh | Lâm Nhiên         | Vai chính | [ 9 ]     |
| 2023 | Khi Anh Chạy Về Phía Em        | Trương Lục Nhượng | Vai chính | [ 10 ]    |
| 2023 | Tôi Mộng Giữa Ban Ngày         | Thẩm Quyện        | Vai chính |           |
| 2023 | Chước Chước Phong Lưu          | Lưu Sâm           | Vai phụ   |           |
| 2025 | Hoán Vũ                        | Minh Thịnh        | Vai chính |           |
| 2025 | Giang Hồ Dạ Vũ Thập Niên Đăng  | Mộ Thanh Yến      | Vai chính |           |
| TBA  | Đấu La Đại Lục 2               | Đường Tam         | Vai chính |           |
| TBA  | Kiều Sở                        | Tạ Yến Lai        | Vai chính |           |